# Diacetyl
Diacetyl, 2,3-butanodion, dimetyloglioksal, CH
3COCOCH
3 – organiczny związek chemiczny zbudowany z dwóch grup acetylowych (Ac−Ac). Najprostszy diketon wicynalny (tj. zawierający dwie grupy ketonowe w pozycjach sąsiednich). Żółta ciecz wrząca w 88 °C. Występuje w maśle i olejkach eterycznych. Stosowany w przemyśle spożywczym, nadaje potrawom maślany smak. Powstaje naturalnie w procesie produkcji piwa. Jest obecny zwłaszcza w młodych piwach. W małych stężeniach jest pożądany w takich gatunkach piwa jak np. scotch ale, dry stout, english bitter lub oktoberfest, jeśli jednak występuje w większych ilościach, psuje aromat piwa nieprzyjemnym zapachem masła[niewiarygodne źródło?]. Może powodować zarostowe zapalenie oskrzelików. Rozcieńczony wodny roztwór diacetylu daje pozytywny wynik w próbie jodoformowej.